# بيريف بي إي -10
بيريف بي إي -10 (بالإنجليزية: Beriev Be-10)‏ هي طائرة دورية أنتجت في 1958. كان أول طيران لها في 20 يونيو 1956. صنع منها 28 طائرة.